# Eutrope Dupon
Pour les articles homonymes, voir Dupon.
Eutrope Dupon, né le 20 avril 1823 à Saint-Germain-du-Seudre (Charente-Inférieure) et mort le 7 juillet 1897 à Saint-Germain-du-Seudre, est un homme politique français.

## Biographie
Enseignant puis agriculteur, il est conseiller général du canton de Saint-Genis-de-Saintonge de 1880 à 1886 et de 1892 à 1897 et député de la Charente-Maritime de 1893 à 1897, siégeant comme républicain.

## Sources
- « Eutrope Dupon », dans le Dictionnaire des parlementaires français (1889-1940), sous la direction de Jean Jolly, PUF, 1960 [détail de l’édition]